# عسل پورحیدری
عسل پورحیدری (انگلیسی: Asal Pourheidari؛ زادهٔ ۹ مهرماه ۱۳۷۰ در تهران) فرزند منصور پورحیدری، بازیکن تیم ملی بسکتبال زنان ایران و گلف ایران است. وی به مدت ۷ سال در سوپر لیگ بسکتبال ایران به همراه تیم‌های دانشگاه آزاد و سپس استقلال بازی کرد. همچنین به مدت دو سال (۲۰۱۶و ۲۰۱۷) عضو تیم San Diego Mesa college کالیفرنیا بوده‌است. وی هم‌اکنون عضو تیم مهرام در لیگ برتر بسکتبال بانوان ایران است.
وی به همراه تیم ملی بسکتبال ایران در اولین تورنمنت رسمی بین‌المللی بعد از انقلاب ۱۳۵۷ در مسابقات غرب آسیا ۲۰۱۹ در اردن شرکت کرد و به همراه این تیم موفق به کسب مدال برنز گردید.
عسل پورحیدری در سال ۲۰۱۸ به همراه تیم باشگاهی پالایش نفت آبادان به عنوان بازیکن مهمان و در سال ۲۰۱۹ به همراه تیم باشگاهی بهمن به عنوان بازیکن مهمان در مسابقات باشگاه‌های غرب آسیا شرکت کرد. وی در سال ۲۰۱۹ به همراه تیم بهمن در اردن نایب قهرمان باشگاه‌های غرب آسیا شد.
عسل پورحیدری در دومین دوره مسابقات گلف جام دوستی ایران و اسپانیا در سال ۲۰۰۷ شرکت داشت که در رده‌بندی بانوان به مقام اول رسید. پس از آن در سال ۲۰۰۹ به همراه تیم ملی گلف بانوان ایران عنوان نایب قهرمانی مسابقات بین‌المللی گلف قبرس را به خود اختصاص داد. وی به همراه تیم ملی گلف ایران در سال ۲۰۰۹ در مسابقات دانشجویان جهان در ایتالیا به مقام سوم رسید و کاپ اخلاق این مسابقات را هم دریافت کرد. عسل پورحیدری همچنین در سال ۲۰۱۱ به همراه تیم گلف دانشجویان ایران در ۲۶مین دوره یونیورسیاد فدراسیون بین‌المللی ورزش‌های دانشگاهی در شنژن چین هم حضور داشت.
هم‌اکنون عسل پورحیدری برای تحصیل در آمریکا اقامت دارد و فارغ‌التحصیل دانشگاه ایالتی کالیفرنیا، لانگ بیچ در رشته روانشناسی ورزشی سال ۲۰۲۰ است.

## افتخارات
- مدال برنز مسابقات بسکتبال بانوان غرب آسیا ۲۰۱۹ به همراه تیم ملی بسکتبال زنان ایران
- نایب قهرمانی مسابقات باشگاه‌های غرب آسیا سال ۲۰۱۹ به همراه تیم باشگاهی بهمن
- قهرمانی دومین دوره مسابقات گلف جام دوستی ایران و اسپانیا در سال ۲۰۰۷
- نایب قهرمانی مسابقات بین‌المللی گلف قبرس در سال ۲۰۰۹ به همراه تیم ملی گلف بانوان ایران
- سومی مسابقات دانشجویان جهان در ایتالیا سال ۲۰۱۹ به همراه تیم گلف بانوان ایران
- کاپ اخلاق مسابقات دانشجویان جهان در ایتالیا سال ۲۰۱۹ به همراه تیم گلف بانوان ایران